# کیشو کوروکاوا

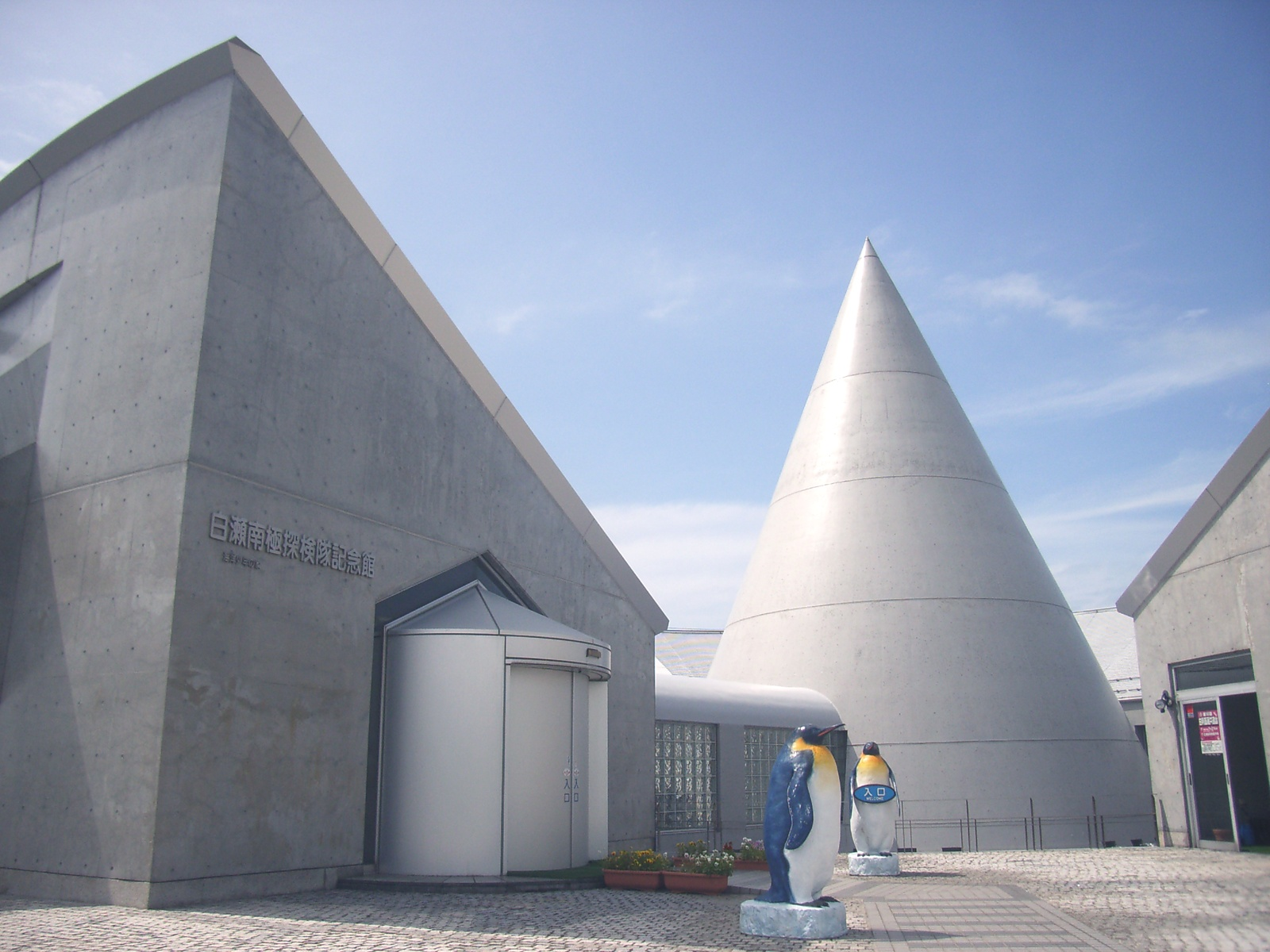
استفاده از اشکال مخروطی‌شکل، بسیار در آثار کوروکاوا دیده می‌شود.

کیشو کوروکاوا (به ژاپنی: 黒川紀章) متولد ۱۹۳۴ و متوفی ۲۰۰۷، معمار مشهور ژاپنی بود. از مهمترین نوشته‌های او می‌توان به متابولیسم در معماری اشاره کرد که به بیانیه ای برای سبک معماری متابولیسم تبدیل شد.
او در معماری خود مفهوم هم‌زیستی در معماری را نخستین بار مطرح کرد.

## ترجمه نوشته‌ها به فارسی
- جستار "متابولیسم در معماری"، در کتاب نظریه‌ها و مانیفست‌های معماری معاصر، گردآوری چارلز جنکز و کارل کروپف، ترجمه احسان حنیف، ۱۳۹۷.
- جستار "فلسفه هم زیستی"، در کتاب نظریه‌ها و مانیفست‌های معماری معاصر، گردآوری چارلز جنکز و کارل کروپف، ترجمه احسان حنیف، ۱۳۹۷.

## آثار
یکی از آثار مهم کوروکاوا فرودگاه بین‌المللی کوالالامپور است.

## نگارخانه

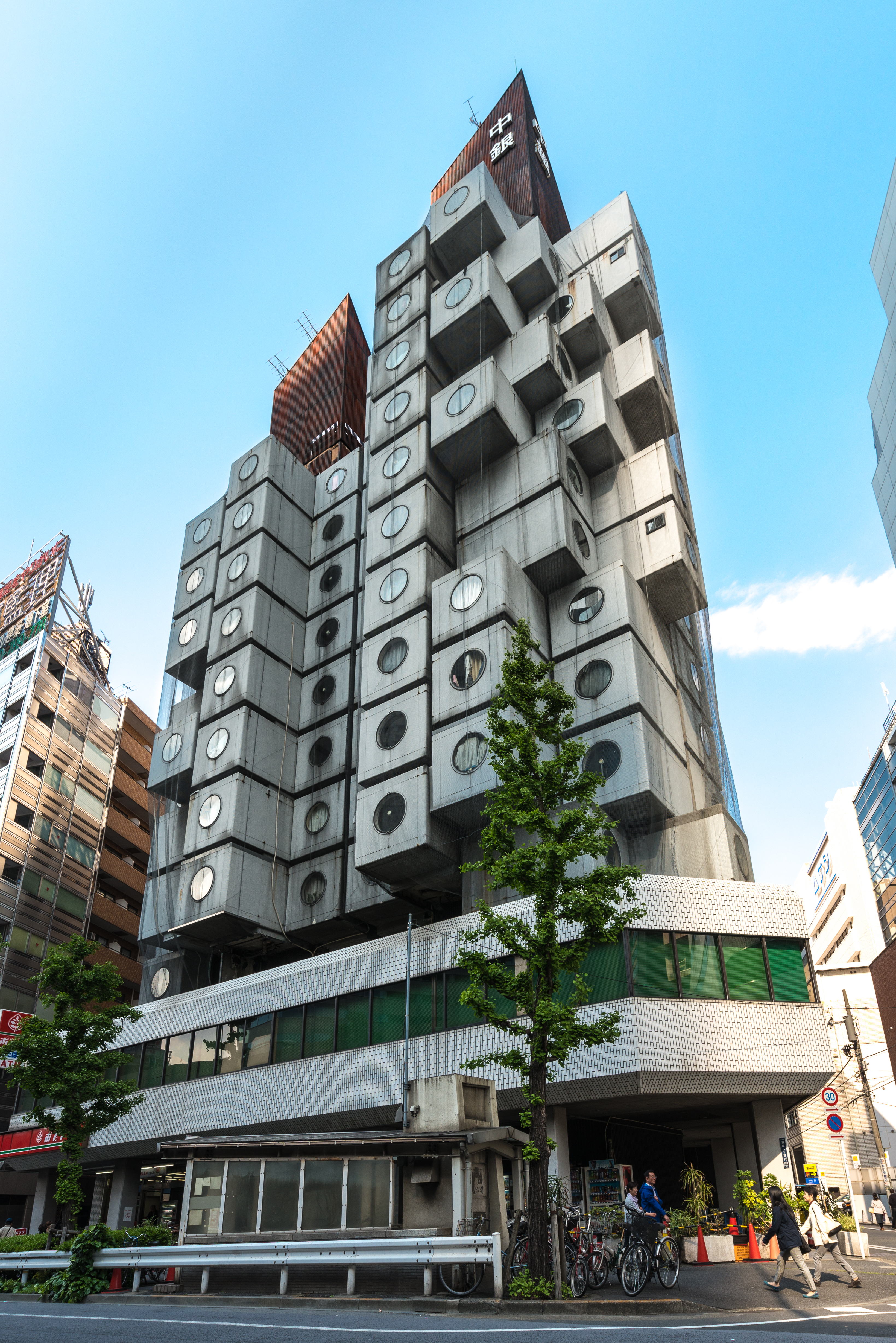
برج کپسول ناکاجین]
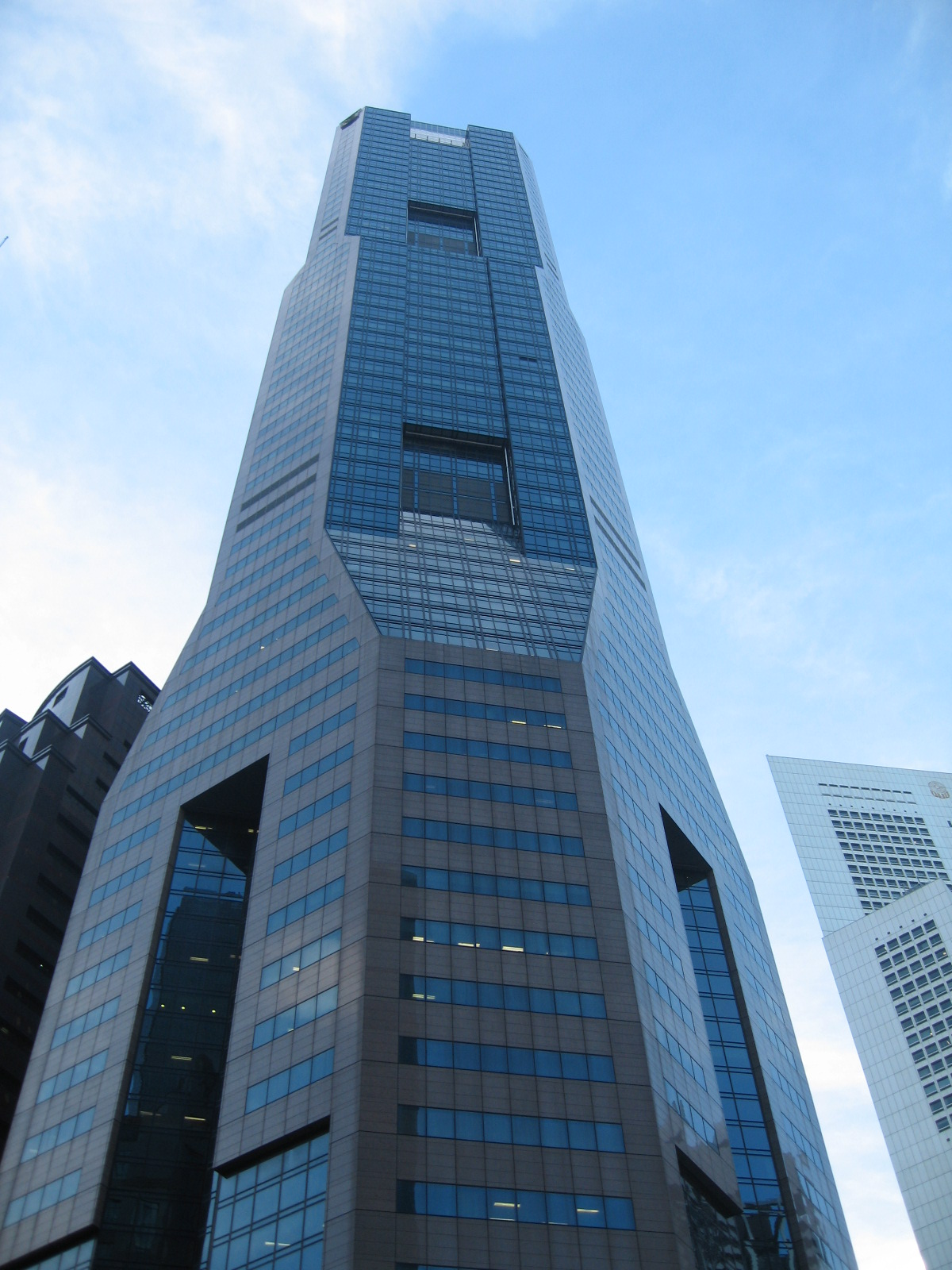
میدان جمهوری، سنگاپور
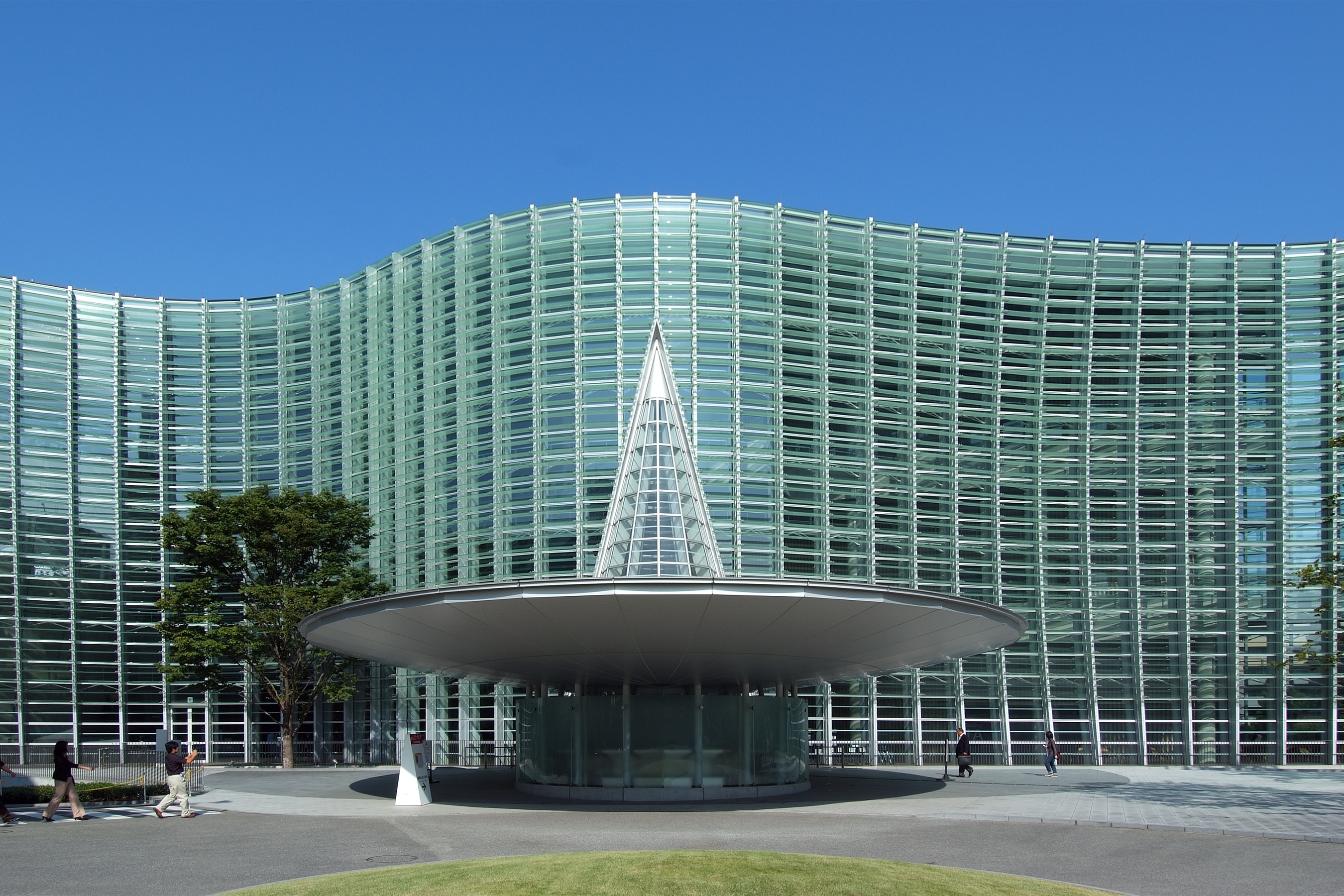
مرکز هنرهای ملی، توکیو
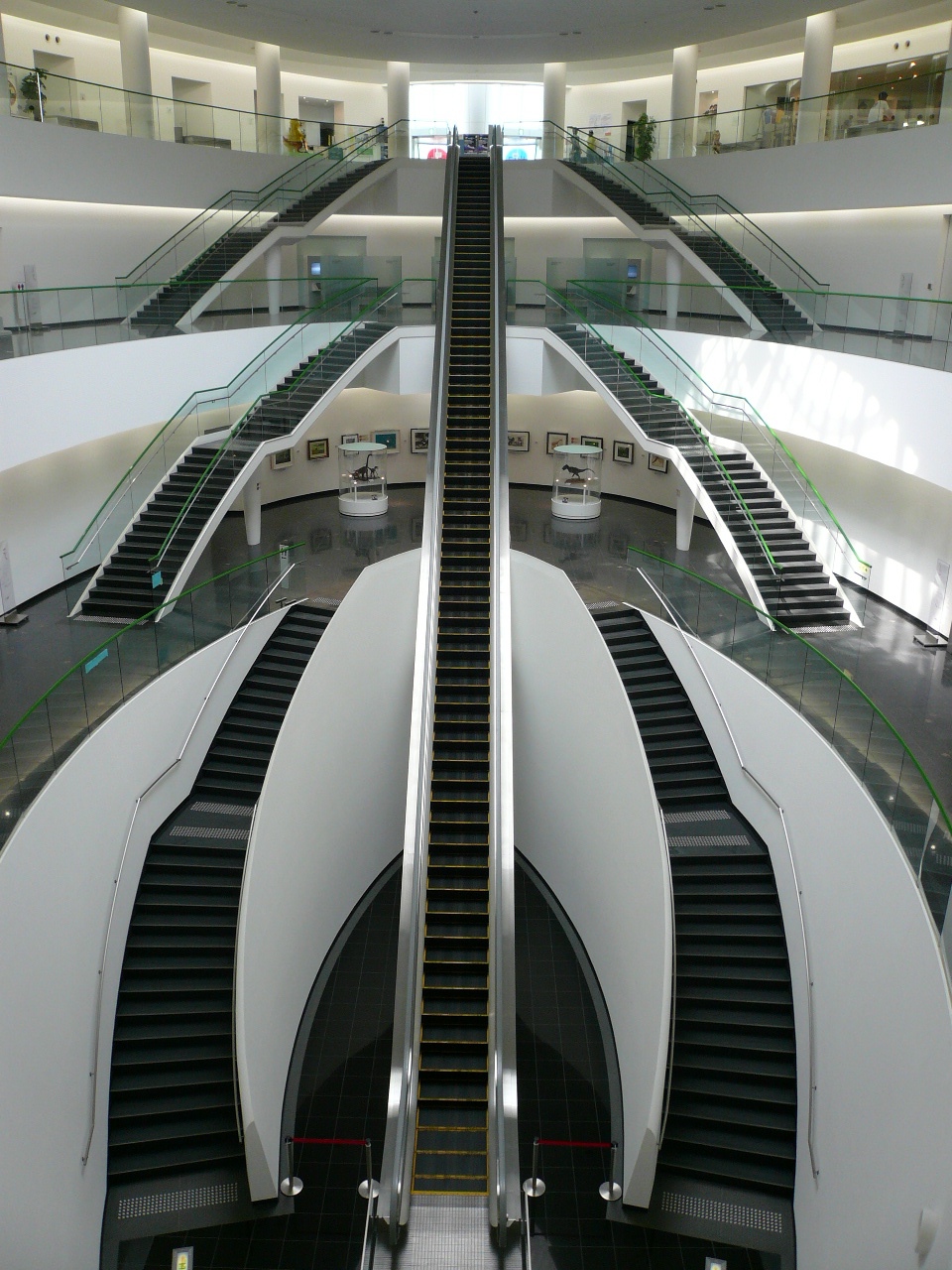
موزه دایناسور فوکویی

## جستارهای مربوطه
- سبک معماری متابولیسم
- تادائو آندو

## وبگاه رسمی
- وبگاه رسمی
- نگارها
- بمناسبت فوت
- نماهنگ
- نماهنگ۲